# 小行星6238
小行星6238（英語：6238）是一颗围绕太阳公转的小行星。1989年7月2日，埃莉諾·赫琳在帕洛马山发现了此天体。
这颗小行星的绝对星等为215.8312873973866等。